# Byrasandra, Nagamangala
Byrasandra là một làng thuộc tehsil Nagamangala, huyện Mandya, bang Karnataka, Ấn Độ.